# Cerkiew św. Jerzego w Akce
Cerkiew św. Jerzego – świątynia prawosławna tradycji greckiej (w jurysdykcji Patriarchatu Jerozolimskiego), zlokalizowana na Starym Mieście Akki, na północy Izraela.

## Historia

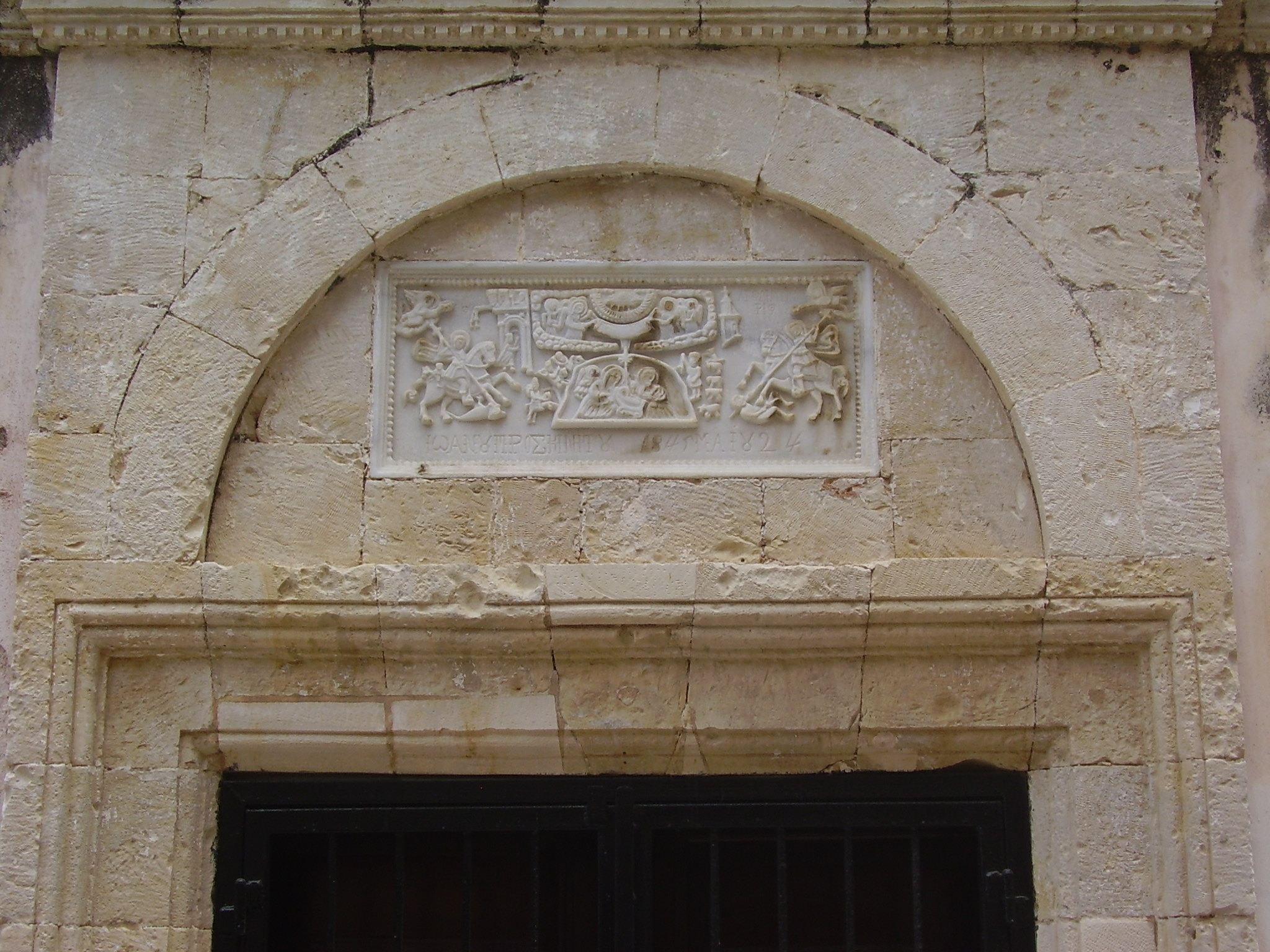
Kamienne reliefy nad wejściem do cerkwi

Cerkiew została wybudowana w 1545 i jest uznawana za najstarszą świątynię chrześcijańską zbudowaną w Akce w okresie osmańskim. Prawdopodobnie stoi on na gruzach wcześniejszego kościoła krzyżowców, jednak dotychczasowe badania archeologiczne nie potwierdziły tego. Jednak pierwsze historyczne dowody istnienia tej cerkwi w Akce pochodzą dopiero z 1631. Miasto odwiedził wówczas mnich Eugene Roger, który opisał klasztor i cerkiew prawosławną poświęconą św. Grzegorzowi. W 1666 miasto odwiedził lekarz Gabriel Bremond, który opisał cerkiew jako najpiękniejszą świątynię chrześcijańską w krajach Lewantu.

## Architektura
Cerkiew sprawia niepozorne wrażenie. Jest to stosunkowo niski budynek, który prawie jest pozbawiony zewnętrznych zdobień. Prowadzą do niego niewielkie drzwi, nad którymi umieszczono kamienne reliefy. We wnętrzu zachowały się zdobienia.